# Bart Peeters
Bart August Maria Peeters (Mortsel, 30 november 1959) is een Vlaams zanger, drummer, gitarist, presentator en acteur. Peeters studeerde Germaanse filologie en theaterwetenschappen in Antwerpen.

## Loopbaan

### Televisie en radio
Peeters' eerste verschijning op de Vlaamse televisie was als kleuter, op de schoot van Tante Terry. Zijn echte televisiecarrière begon nadat hij door Nonkel Bob gevraagd werd als acteur in de serie Bart Banninks in 1972. Begin jaren tachtig presenteerde Peeters onder andere de programma's Villa Tempo, Elektron en Pop-Elektron op de toenmalige BRT. Vanuit Nederland kreeg hij in die periode verzoeken om te werken voor de NCRV en de AVRO, maar besloot enkel met het Elektron-team de serie De Baanbrekers voor de NOS te maken.
Ondertussen boekte hij ook succes op de radio: samen met Hugo Matthysen maakte hij vanaf 1988 op Studio Brussel het legendarische radioprogramma Het Leugenpaleis. In 1999 werd van dit programma een televisieserie gemaakt onder de titel Het Peulengaleis. In 1992 en 1993 speelde hij ook in de sindsdien jaarlijks uitgezonden verhalenreeks Dag Sinterklaas, waarin hij zichzelf speelt.
In 1991 en 1992 presenteerde hij het kinderprogramma Kinderen voor Kinderen Festival. In het programma werd een wedstrijd tussen Nederlandse, en later ook Vlaamse, kinderkoren gehouden. De koren zongen hierbij liedjes uit het repertoire van Kinderen voor Kinderen. 
Op de Vlaamse openbare omroep presenteerde Peeters programma's als De Droomfabriek en De Grote Prijs Bart Peeters. Hij maakte een korte overstap naar het commerciële VTM, maar zijn programma's De liegende doos en De vliegende doos kenden er weinig succes, NV Peeters echter wel. Toch vond hij al na enkele jaren zijn weg terug naar de VRT.
Vele programma's volgden, waaronder Nonkel Pop, De leukste eeuw, Eurosong. Bij de Nederlandse publieke omroep presenteerde Peeters ook verschillende programma's. Bij de AVRO presenteerde hij de muziekprogramma's Toppop Yeah, Toppop-nonstop en Lalala Live, en als onderdeel van kindermatinee Alles kits het kinderprogramma De Droomshow.
In 2005 presenteerde hij bij de VRT onder andere Geen zorgen tot paniek en op zowel de VRT (Eén) als bij Teleac/NOT (Nederland) het populaire wetenschappelijke programma Hoe?Zo!.
Vanaf 2007 presenteerde hij samen met Sofie Van Moll het nieuwe programma De Bedenkers op Eén.
Op Canvas presenteerde hij in 2009 en 2010 de reeks Mag ik u kussen?.
In 2010 presenteerde hij de Generatieshow op Eén, een spelprogramma waarin vijf generaties bekende Vlamingen het tegen elkaar opnamen: een clash tussen jong en oud, met de populaire cultuur in Vlaanderen door de jaren heen als leidraad. In 2011 presenteerde hij op Eén een familiequiz: De slimste thuis. In 2012 was hij weer op Canvas te zien, dan met het humoristische Een laatste groet, waarin bekende Vlamingen getuige zijn van hun eigen uitvaartdienst.
In 2012, 2013 en 2014 presenteerde hij samen met Geena Lisa de Radio 2 Zomerhit. In 2017 deed hij dit met Showbizz Bart. In 2018 is hij eveneens presentator van deze liedjeswedstrijd.

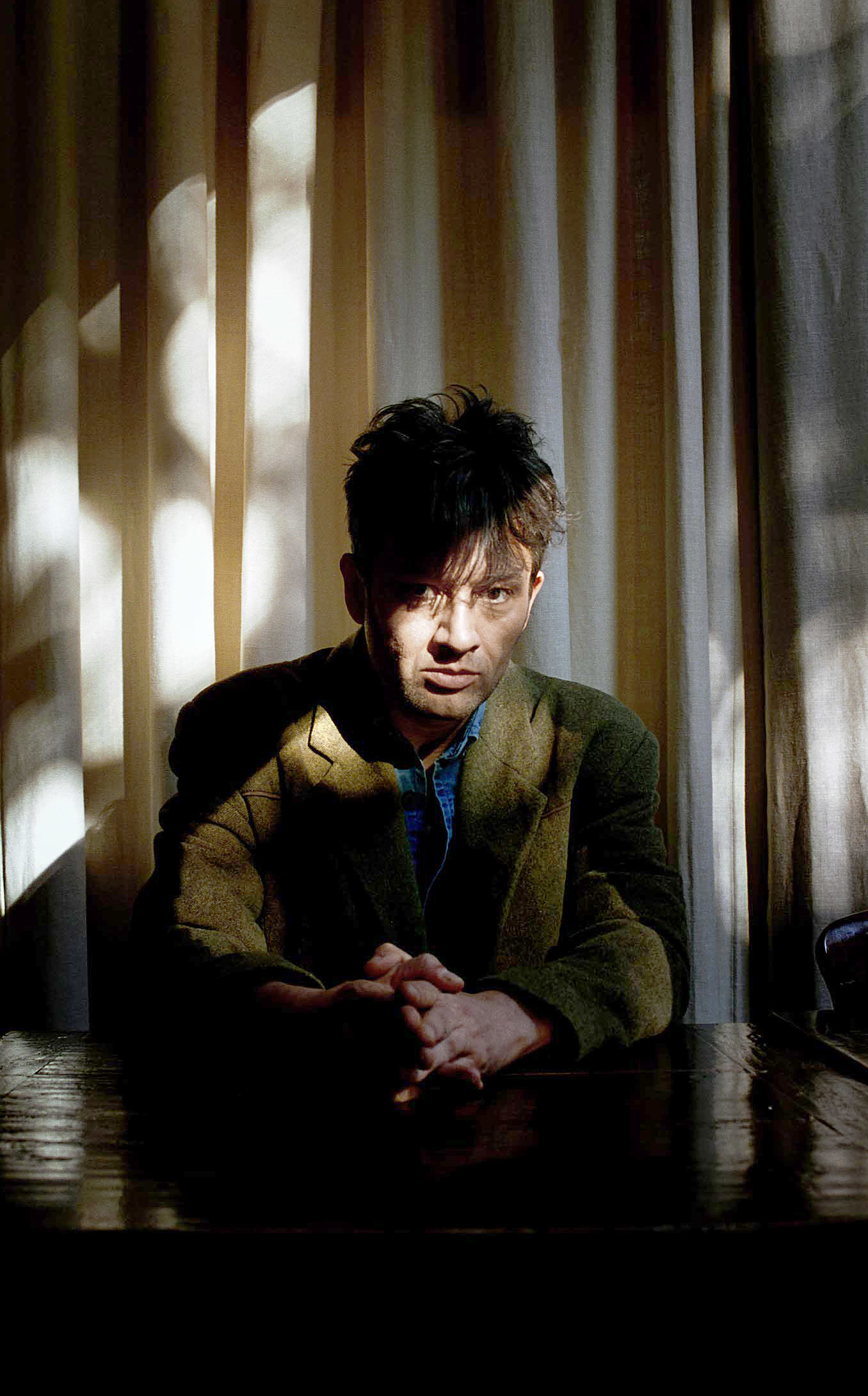
Bart Peeters in 2012

In 2012 richtte Bart Peeters, samen met Adriaan Van den Hoof en Stijn Peeters (Bart Peeters' broer en manager), het productiehuis Alaska TV op, dat programma's maakt voor de VRT.
In 2013 en 2014 presenteerde Bart Peeters op Eén De neus van Pinokkio, waarin ware en valse showbizzverhalen belicht werden.
Begin 2015 presenteerde hij samen met Siska Schoeters het avondpraatprogramma Bart en Siska op Eén.
Van 2016 tot en met 2019 was hij in het VTM-programma The Voice van Vlaanderen driemaal een van de vier coaches.
In 2017 deed Bart mee met het derde seizoen van Liefde voor Muziek. In het najaar presenteerde hij op Eén de talentenjacht Voor de leeuwen.
In 2019 werkt hij samen met Nora Gharib aan Merci voor de muziek, een programma voor Eén waarin muziek gebruikt wordt om mensen te bedanken, troosten of verrassen.
In het najaar 2023 nam hij deel aan De Slimste Mens ter Wereld. Hij speelde slechts twee afleveringen mee waarvan hij er één won.
In 2024 werd De Droomfabriek weer bovengehaald op VRT 1. Het programma werd vernieuwd en werd deze keer gepresenteerd door Peeters en Gloria Monserez. Na het tweede seizoen stopte Peeters ermee.
VTM zond vanaf 24 januari 2025 het nieuwe programma Lift You Up uit, waar hij de taak als mentor heeft.
In tv-seizoen 2025-2026 wordt hij presentator van Live live live, waarin The Atomic Orchestra muziek van een gast een symfonische interpretatie geeft.

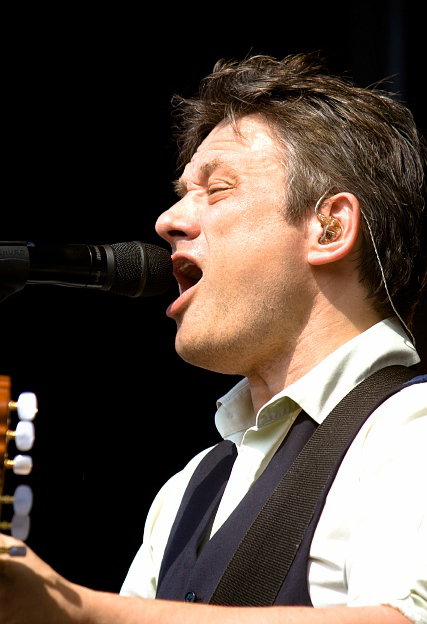
Bart Peeters op Mano Mundo 2009 in Boom.

### Muziek
In 1978 speelde Peeters samen met Hugo Matthysen, Jan Leyers, Romeo Spinelli en Marc Kruithof in de coverband Beri Beri, maar als muzikant werd Peeters echt bekend met The Radios. Met deze band (met onder anderen Ronny Mosuse, Robert Mosuse, Dany Lademacher, Alain Van Zeveren en Marc Bonne) scoorde hij onder andere de hits She goes nana en I'm into folk.
Zijn alter ego Vettige Swa is bekend geworden als drummer van de band CPeX (The Clement Peerens Explosition — samen met Ronny Mosuse en Hugo Matthysen).
In 2004 toerde hij door de Belgische theaters met Bart Peeters zonder circus, een show met liedjes van zijn autobiografische en Nederlandstalige soloalbum Het plaatje van Bart Peeters. In 2006 bracht hij het album Slimmer dan de zanger uit. Hij toerde ook verder in 2007, met in de band Piet Van Den Heuvel, Mike en Ivan Smeulders, Abdellah Marrakchi en Emile Verstraeten. In 2008 stond hij tijdens Nekka-Nacht als hoofdact in het Antwerpse Sportpaleis op 18 en 19 april. In september 2008 lag het nieuwe album De hemel in het klad in de winkelrekken, waarna een theatertour door Vlaanderen en Nederland volgde.
Eveneens in 2008 verscheen Het kinderplaatje van Bart Peeters, 15 kinderliedjes - van het Toeterlied Tot Kniktiklaas. Deze plaat is een compilatie van kinderliedjes. De meeste daarvan heeft hij gemaakt voor zijn televisieprogramma De vliegende doos, en zijn al op cd verschenen in 1995. Daarnaast bevat deze plaat ook Kniktiklaas, een Sinterklaas-liedje uit 1988 dat hij schreef voor De Sinterklaas Kapoentjes, en Zes Oerang Oetangs, een nummer dat al eerder op Slimmer dan de zanger verscheen.
Begin oktober 2010 bracht Bart Peeters het album De ideale man uit. Dit album werd bekroond met een platina plaat.
Eind oktober 2011 last Peeters een rustperiode in zijn muzikale carrière in. Ter gelegenheid hiervan verscheen het compilatiealbum Het beste en tot nog eens. Deze muzikale rustperiode onderbreekt hij in augustus 2012 echter voor een eenmalig optreden op Festival Dranouter. Hoewel deze periode zou duren tot de zomer van 2013, onderbreekt hij die ook nog eens voor Mano Mundo op 11 mei 2013. In oktober 2014 maakte hij zijn comeback en bracht hij zijn nieuwe album Op de groei uit, met daarop nummers als Lepeltjesgewijs en Konijneneten. Het album werd een groot succes: in de Vlaamse albumlijst stond het in totaal 251 weken genoteerd, waarvan vier weken op nummer 1.
In juni 2015 bracht hij samen met de Ringlandband - verder bestaande uit Styrofoam, Slongs Dievanongs, Merdan Taplak, Pieter Embrechts, Marcel Vanthilt en Halve Neuro - het protestnummer Laat de Mensen Dansen uit tegen het BAM-tracé in Antwerpen en voor de realisatie van Ringland. Het nummer werd echter geband door o.a. de VRT en Q-music omdat het te politiek getint zou zijn.
In oktober 2017 bracht Peeters het album Brood voor morgenvroeg uit. Met de gelijknamige tour trok hij tot maart 2018 Vlaanderen rond. De gelijknamige single werd een hit in de Vlaamse Top 50.
In 2019 was hij presentator van de Belgische editie van Night of the Proms. Hij presenteerde zowel een speciale zomereditie als de najaarsedities in het Sportpaleis en trad zelf op als zanger. Hij presenteerde het evenement eerder al in Nederland. In 2022 presenteerde hij voor het laatst de zomereditie. In 2023 deed hij dit voor het laatst bij de wintereditie.
In november 2019 en januari 2020 gaf Peeters 15 concerten in de Lotto Arena in Antwerpen. Tijdens deze concerten werd hij bijgestaan door een koor onder leiding van Hans Primusz. In het najaar van 2021 verscheen het album De kat zat op de krant, dat in de Vlaamse albumlijst op nummer 1 debuteerde.
In november en december 2024 deed hij opnieuw 10 concerten in de Antwerpse Lotto Arena. Deze keer ter ere van zijn 65ste verjaardag, 5 jaar na de vorige Deluxeconcerten. Al snel werden er nieuwe concerten aangekondigd voor in april en mei 2025.

### Music Industry Awards
Bart Peeters heeft een unieke erkenning verkregen door drie jaren na elkaar de MIA voor "Beste Nederlandstalige Artiest" te behalen. Dit gebeurde een eerste maal voor de MIA's van 2008 op 6 januari 2009, vervolgens voor de MIA's 2009 op 7 januari 2010. Ten slotte won Peeters in het rechtstreeks uitgezonden programma rond de MIA's 2010 op 7 januari 2011 opnieuw de MIA voor "Beste Nederlandstalige Artiest".
Bij de MIA's van 2023 kreeg hij de carrièreprijs "Lifetime achievement".

## Discografie

### Albums
| Album met hitnotering(en) in de Vlaamse Ultratop 200 albums   | Datum van verschijnen | Datum van binnenkomst | Hoogste positie | Aantal weken | Opmerkingen |
| ------------------------------------------------------------- | --------------------- | --------------------- | --------------- | ------------ | ----------- |
| Het plaatje van Bart Peeters - 14 nummers uit "Zonder circus" | 15-11-2002            | 19-10-2002            | 21              | 23           |             |
| Slimmer dan de zanger                                         | 09-10-2006            | 14-10-2006            | 4               | 63           | Goud        |
| De hemel in het klad                                          | 05-09-2008            | 13-09-2008            | 1(1wk)          | 50           | 2x Platina  |
| Het kinderplaatje van Bart Peeters                            | 24-10-2008            | 08-11-2008            | 33              | 18           |             |
| De ideale man                                                 | 08-10-2010            | 16-10-2010            | 2               | 33           | Platina     |
| Het beste en tot nog eens                                     | 11-11-2011            | 19-11-2011            | 4               | 19           | Goud        |
| Op de groei                                                   | 05-10-2014            | 11-10-2014            | 1(4wk)          | 251          | Platina     |
| Live 2015-2016                                                | 02-05-2016            | 07-05-2016            | 4               | 65           |             |
| Brood voor morgenvroeg                                        | 01-10-2017            | 07-10-2017            | 1(1wk)          | 186          | Goud        |
| Bart Peeters & Pop Up Koor o.l.v. Hans Primusz                | 22-11-2019            | 30-11-2019            | 3               | 40           |             |
| Bart Peeters Deluxe - Live in de Lotto Arena                  | 22-05-2020            | 29-05-2020            | 2               | 108          | Livealbum   |
| De kat zat op de krant                                        | 01-10-2021            | 09-10-2021            | 1               | 86           |             |

### Singles
| Single met eventuele hitnotering(en) in de Nederlandse Top 40 | Datum van verschijnen | Datum van binnenkomst | Hoogste positie | Aantal weken | Opmerkingen                                  |
| ------------------------------------------------------------- | --------------------- | --------------------- | --------------- | ------------ | -------------------------------------------- |
| I'm into folk                                                 | 1988                  | 04-02-1989            | 20              | 5            | met The Radios / Nr. 19 in de Single Top 100 |

| Single met hitnotering(en) in de Vlaamse Ultratop 50 | Datum van verschijnen | Datum van binnenkomst | Hoogste positie | Aantal weken | Opmerkingen                                            |
| ---------------------------------------------------- | --------------------- | --------------------- | --------------- | ------------ | ------------------------------------------------------ |
| I'm into folk                                        | 1989                  | 18-02-1989            | 29              | 5            | met The Radios                                         |
| Swimming in the pool                                 | 1990                  | 26-05-1990            | 31              | 8            | met The Radios                                         |
| Ik wil je (nooit meer kwijt)                         | 2006                  | -                     |                 |              | Nr. 6 in de Radio 2 Top 30                             |
| AAA Anthem                                           | 2007                  | 27-10-2007            | 4               | 16           | met Regi                                               |
| Slimmer dan de zanger                                | 2007                  | -                     |                 |              | Nr. 18 in de Radio 2 Top 30                            |
| Messias                                              | 2007                  | -                     |                 |              | Nr. 25 in de Radio 2 Top 30                            |
| (Zo van die) Zomerdagen                              | 2008                  | 04-10-2008            | tip4            | -            | Nr. 9 in de Radio 2 Top 30                             |
| Denk je soms nog aan mij                             | 2008                  | 20-12-2008            | tip14           | -            | Nr. 7 in de Radio 2 Top 30                             |
| Zelden of nooit                                      | 06-09-2010            | 09-10-2010            | tip18           | -            | Nr. 4 in de Radio 2 Top 30                             |
| Een echte vrouw                                      | 01-11-2010            | 18-12-2010            | tip27           | -            |                                                        |
| In de plooi                                          | 10-01-2011            | 12-02-2011            | tip22           | -            |                                                        |
| Matongé                                              | 23-05-2011            | 20-08-2011            | tip38           | -            |                                                        |
| Niets of niemand (houdt ons tegen)                   | 10-10-2011            | 19-11-2011            | tip11           | -            | Nr. 10 in de Radio 2 Top 30                            |
| Lepeltjesgewijs                                      | 22-09-2014            | 27-09-2014            | tip6            | -            | Nr. 2 in de Vlaamse Top 50                             |
| Konijneneten                                         | 28-05-2015            | 05-09-2015            | tip16           | -            | Nr. 8 in de Vlaamse Top 50                             |
| Wat nog komen zou                                    | 27-10-2015            | 31-10-2015            | tip12           | -            | Nr. 12 in de Vlaamse Top 50                            |
| Hoeveel ik van je hou (Live 2016)                    | 06-06-2016            | 25-06-2016            | tip16           | -            | Nr. 8 in de Vlaamse Top 50                             |
| Meester kunstenaar                                   | 03-10-2016            | 22-10-2016            | 19              | 9            | met Tourist LeMC Nr. 1 in de Vlaamse Top 50            |
| Risin' (Live)                                        | 10-04-2017            | 22-04-2017            | tip40           | -            | Uit Liefde voor muziek                                 |
| Tele Romeo (Live)                                    | 17-04-2017            | 29-04-2017            | tip             | -            | Uit Liefde voor muziek Nr. 39 in de Vlaamse Top 50     |
| Blank of zwart (Live)                                | 24-04-2017            | 06-05-2017            | tip28           | -            | Uit Liefde voor muziek Nr. 14 in de Vlaamse Top 50     |
| Here we go again (Live)                              | 01-05-2017            | 13-05-2017            | tip             | -            | Uit Liefde voor muziek                                 |
| Als je met je billen en je heupen shaket (Live)      | 08-05-2017            | 20-05-2017            | tip             | -            | Uit Liefde voor muziek Nr. 49 in de Vlaamse Top 50     |
| Broodje bakpao (Live)                                | 15-05-2017            | 27-05-2017            | tip44           | -            | Uit Liefde voor muziek Nr. 20 in de Vlaamse Top 50     |
| Nobelprijs (Live)                                    | 22-05-2017            | 03-06-2017            | tip35           | -            | Uit Liefde voor muziek Nr. 16 in de Vlaamse Top 50     |
| Brood voor morgenvroeg                               | 15-09-2017            | 23-09-2017            | tip2            | -            | Nr. 2 in de Vlaamse Top 50                             |
| Tot je weer van me houdt                             | 24-11-2017            | 02-12-2017            | tip2            | -            | Nr. 2 in de Vlaamse Top 50                             |
| De wifi song                                         | 02-02-2018            | 10-02-2018            | tip4            | -            | Nr. 2 in de Vlaamse Top 50                             |
| Smartphone                                           | 19-03-2018            | 31-03-2018            | tip8            | -            | Nr. 5 in de Vlaamse Top 50                             |
| Twijfel niet en dans met mij                         | 11-05-2018            | 19-05-2018            | tip3            | -            | met Trecyllia Mwanzo Mbonda Nr. 4 in de Vlaamse Top 50 |
| De warmte van een lief                               | 19-10-2018            | 27-10-2018            | tip3            | -            | Nr. 5 in de Vlaamse Top 50                             |
| Kies mij                                             | 08-02-2019            | 16-02-2019            | 41              | 3            | Nr. 4 in de Vlaamse Top 50                             |
| Wat nog komen zou                                    | 25-10-2019            | 18-01-2020            | 50              | 1            | met Ronny Mosuse & koor Nr. 4 in de Vlaamse Top 50     |
| Dicht bij mij                                        | 27-03-2020            | 04-04-2020            | tip10           | -            | Live in de Lotto Arena Nr. 8 in de Vlaamse Top 50      |
| Hij zong nana                                        | 22-05-2020            | 30-05-2020            | tip34           | -            | Live in de Lotto Arena Nr. 20 in de Vlaamse Top 50     |
| Er is iets                                           | 04-09-2020            | 12-09-2020            | tip21           | -            | met Riet Nr. 13 in de Vlaamse Top 50                   |
| Ik heb je graag                                      | 11-09-2020            | 19-09-2020            | tip2            | -            | met Tom Vanstiphout Nr. 6 in de Vlaamse Top 50         |
| Voor de zon weer opkomt                              | 20-11-2020            | 28-11-2020            | tip3            | -            | Nr. 9 in de Vlaamse Top 50                             |
| Genstertje                                           | 12-02-2021            | 13-03-2021            | 43              | 1            | Nr. 6 in de Vlaamse Top 50                             |
| Winterdip                                            | 30-04-2021            | 08-05-2021            | tip8            | -            | Nr. 6 in de Vlaamse Top 50                             |
| Zwemmen in de zee                                    | 14-06-2024            | 31-08-2024            | 48              | 1            | Nr. 5 in de Vlaamse Top 50                             |

### Dvd's
| Dvd's met hitnoteringen in de Vlaamse Ultratop muziek-dvd top 10/20 | Datum van verschijnen | Datum van binnenkomst | Hoogste positie | Aantal weken | Opmerkingen |
| ------------------------------------------------------------------- | --------------------- | --------------------- | --------------- | ------------ | ----------- |
| Zonder circus - Live in Antwerpen                                   | 2004                  | 10-07-2004            | 1(11wk)         | 24           |             |
| Slimmer dan de zanger-toer - Live in Leuven                         | 2007                  | 21-04-2007            | 1(8wk)          | 27           |             |
| De hemel in het klad - Live in de Roma                              | 2010                  | 20-03-2010            | 3               | 12           |             |

## Televisieprogramma's
- Bart Banninks (1972)
- Magister Maesius (1973)
- Elektron/Pop-Elektron (1983-1984)
- Villa Valuta (1985)
- Bingo!
- De Droomfabriek (1989-1999)
- Dag Sinterklaas (1992)
- Kulderzipken (1995)
- De Grote Prijs Bart Peeters (1999/2000)
- De (v)liegende doos (1995)
- Kinderen voor Kinderen Festival (1991, 1992)
- Lalala Live
- NV Peeters
- Nonkel pop
- Toppop Yeah en Toppop-nonstop
- De Droomshow (1997-1999)
- De leukste eeuw
- Het Peulengaleis (1999-2005)
- De Nationale Test
- Eurosong (1999, 2002, 2004)
- Geen zorgen tot paniek
- Hij komt, hij komt ... De intrede van de Sint (1993, 2003-heden)
- Hoe?Zo! (België (2002-2005), Nederland (2003-2009))
- 50 jaar televisie (2003, galavoorstelling)
- Media Morgen: de grote zap voorwaarts (2006)
- De show van het jaar (2006)
- De Bedenkers (2007)
- Mag ik u kussen? (2009-2010, 2016)
- Zeker Weten!
- De Generatieshow (2010)
- De Slimste Thuis (2011)
- Tegen de sterren op (2011)
- Een Laatste Groet (2012)
- De neus van Pinokkio (2013)
- Bart & Siska (2015)
- The Voice van Vlaanderen (2016-2019)
- Merci voor de muziek (2019)
- Belgium's got talent (2021) - als jurylid
- The Masked Singer (2022) - als gastspeurder
- De Droomfabriek (2024-heden)
- Lift You Up (2025) - als mentor

## Familie
Peeters komt uit een artistieke familie. Zijn vader, Marcel Peeters, was in de beginjaren van de Vlaamse televisie opnameleider. De acteurs Door Van Boeckel en Luk D'Heu zijn ooms van hem. De echtgenote van Luk D'Heu, Rit Van Boeckel, was cafébazin en speelde gastrollen in o.a. F.C. De Kampioenen en Chez Bompa Lawijt. Hun dochter Pim D'Heu werkte achter de schermen van o.a. De Kotmadam en dochter Fien d'Heu is schminkster voor televisieseries en is de partner van acteur Geert Hunaerts. Daarnaast speelde zowel zijn moeder Suz Van Boeckel als zijn nichtje Camille Le Boudec (dochter van zijn zus Kaat Peeters) mee in Lili en Marleen. Acteur Arthur Le Boudec is Barts neef en broer van Camille. Barts broer Stijn Peeters, tevens zijn manager, is van beroep architect en vader van Felix Peeters, die een tijdje Bas speelde in De Kotmadam. Via zijn vrouw Anneke is Bart Peeters schoonbroer van acteur Warre Borgmans. Verder is Peeters een kleinzoon van Gustave Van Boeckel, een verzetslid tijdens de Tweede Wereldoorlog, die opgesloten zat in verschillende concentratiekampen, waaronder het Fort van Breendonk en Auschwitz. Peeters maakte hierover de televisiedocumentaire Verloren land.

## Trivia
- Bart Peeters lijdt aan tinnitus. Om die reden trad hij niet meer op als drummer bij de Clement Peerens Explosition-reünie in 2008.
- Hij werd regelmatig geïmiteerd door Chris Van den Durpel.
- Hij werd ook geïmiteerd in het programma Tegen de Sterren op door Jonas Van Geel. Tijdens de aflevering van 15 december 2011 speelde Peeters mee in de reeks als Kevin Schuitmakers, een zogenaamde dubbelganger van Bart Peeters. In de 2de Tegen de Sterren op Live werd hij ook geïmiteerd door Guga Baùl. Iets wat Guga ook al deed in zijn theatershow Maestroloog en met Radio Guga.
- Op 28 januari 2023 won hij een Kastaar voor zijn hele carrière.
- Bart Peeters is ambassadeur van Warme William, een organisatie die zich inzet voor het mentale welzijn van kinderen en jongeren in Vlaanderen.[24]